# Okka Rau
Okka Rau (heute Okka Rau-Schmeckenbecher, * 5. Januar 1977 in Leer, Deutschland) ist eine ehemalige deutsche Beachvolleyballspielerin.

## Karriere
Okka Rau-Schmeckenbecher begann 1996 mit dem Volleyball in der Halle und im Sand. Seit 2001 spielte sie zusammen mit Stephanie Pohl. Gleich im ersten Jahr wurde das Duo Dritte der deutschen Meisterschaft in Timmendorfer Strand und belegte Rang 17 bei der Weltmeisterschaft in Klagenfurt. Beim ersten World-Tour-Turnier in Osaka reichte es zum siebten Platz. 2002 wurden Pohl/Rau deutsche Meisterinnen und schafften mehrere fünfte Plätze bei der World Tour. Die Europameisterschaft beendeten sie auf Rang sieben. Beim nächsten kontinentalen Turnier in Alanya gewannen sie den Titel nach einem deutschen Endspiel gegen Andrea Ahmann und Jana Vollmer. Die Weltmeisterschaft 2003 in Rio de Janeiro beendeten sie auf Rang neun. 2004 spielten die deutschen Vizemeisterinnen und Fünften der EM in Timmendorfer Strand bei den Olympischen Spielen in Athen und wurden dort ebenfalls Fünfte. Im folgenden Jahr holten die von Bernd Schlesinger trainierten Frauen neben dem zweiten Platz bei der deutschen Meisterschaft und Rang drei beim World-Tour-Turnier in Mailand Bronze bei der EM in Moskau, mussten sich aber bei der WM in Berlin wieder mit Platz neun begnügen. 2006 erreichten sie neben den dritten Rängen bei der deutschen Meisterschaft und dem World-Tour-Turnier in Klagenfurt den ersten Platz in der europäischen Rangliste. Bei der WM 2007 in Gstaad wurden sie Fünfte. 2008 wurden sie EM-Vierte und gewannen in Marseille als erstes deutsches Team überhaupt ein Turnier der World Tour. Damit qualifizierten sie sich auch für die Olympischen Spiele in Peking, wo sie das Achtelfinale erreichten.

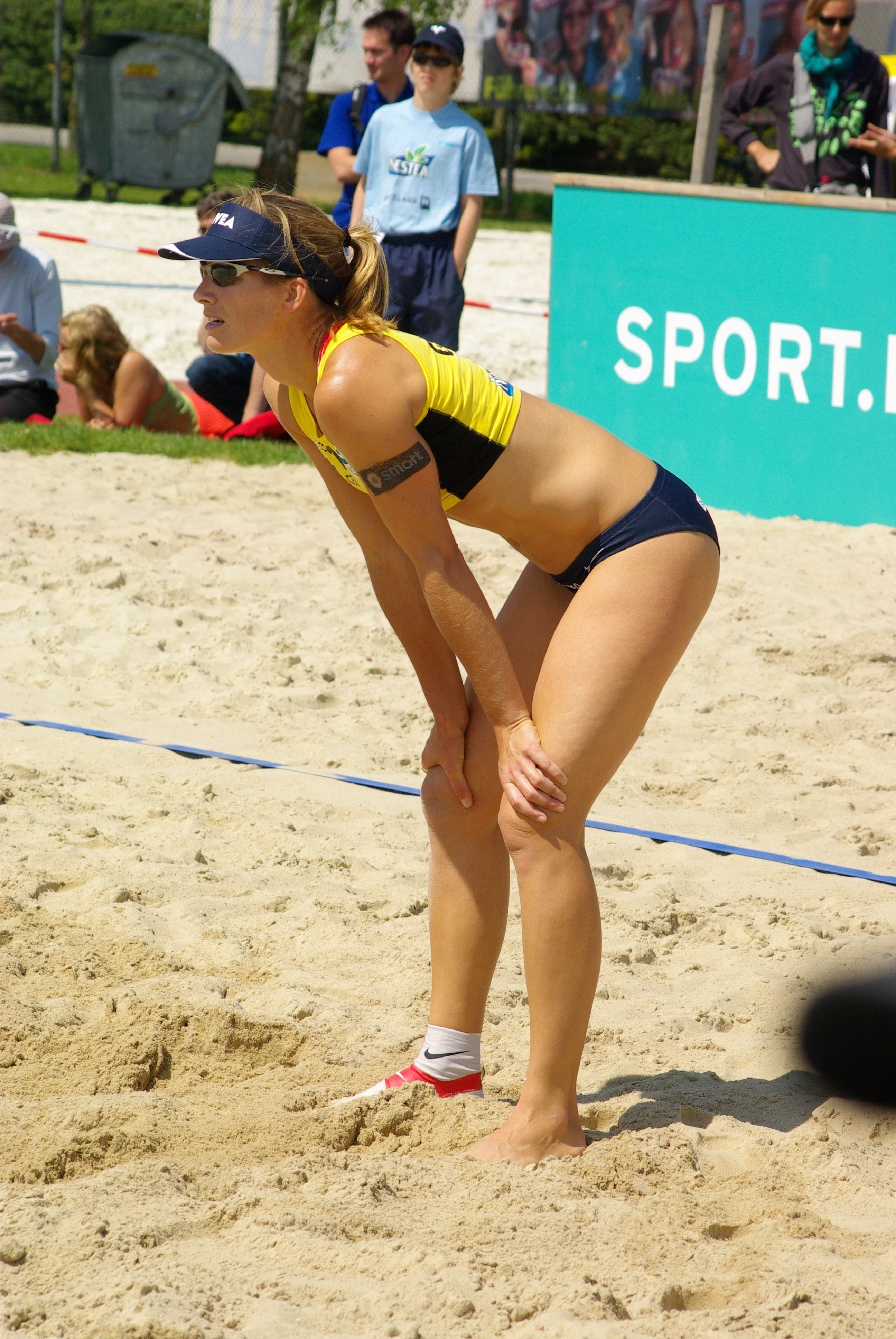
Austrian Masters 2008

Seit 2003 engagierte sich Okka Rau-Schmeckenbecher als Aktivensprecherin für die Interessen der Sportler. Mit fünf Auszeichnungen als Beachvolleyballerin des Jahres ist sie nach Laura Ludwig die zweiterfolgreichste Frau in dieser Wertung. 2007 wurde sie zu Hamburgs Sportlerin des Jahres gewählt.
Im November 2009 gab Okka Rau-Schmeckenbecher zusammen mit ihrer langjährigen Partnerin Stephanie Pohl das Ende ihrer erfolgreichen Beachvolleyballkarriere bekannt, um sich in Kiel voll auf ihre angehende Lehrtätigkeit konzentrieren zu können.

## Privates
Okka Rau-Schmeckenbecher studierte Lehramt und hat die Fakultas Englisch und Sport. Nach ihrem Staatsexamen wechselte sie in das Bundesland Baden-Württemberg, um an einem Gymnasium in Tübingen zu unterrichten. Am 23. Dezember 2010 heiratete sie den Volleyballspieler Stefan Schmeckenbecher.